# Rudolf Scheurer (Bildhauer)
Rudolf Scheurer (* 18. Juli 1931 in Hauingen; † 4. Juni 2020) war ein deutscher Bildhauer.

## Leben und Werk

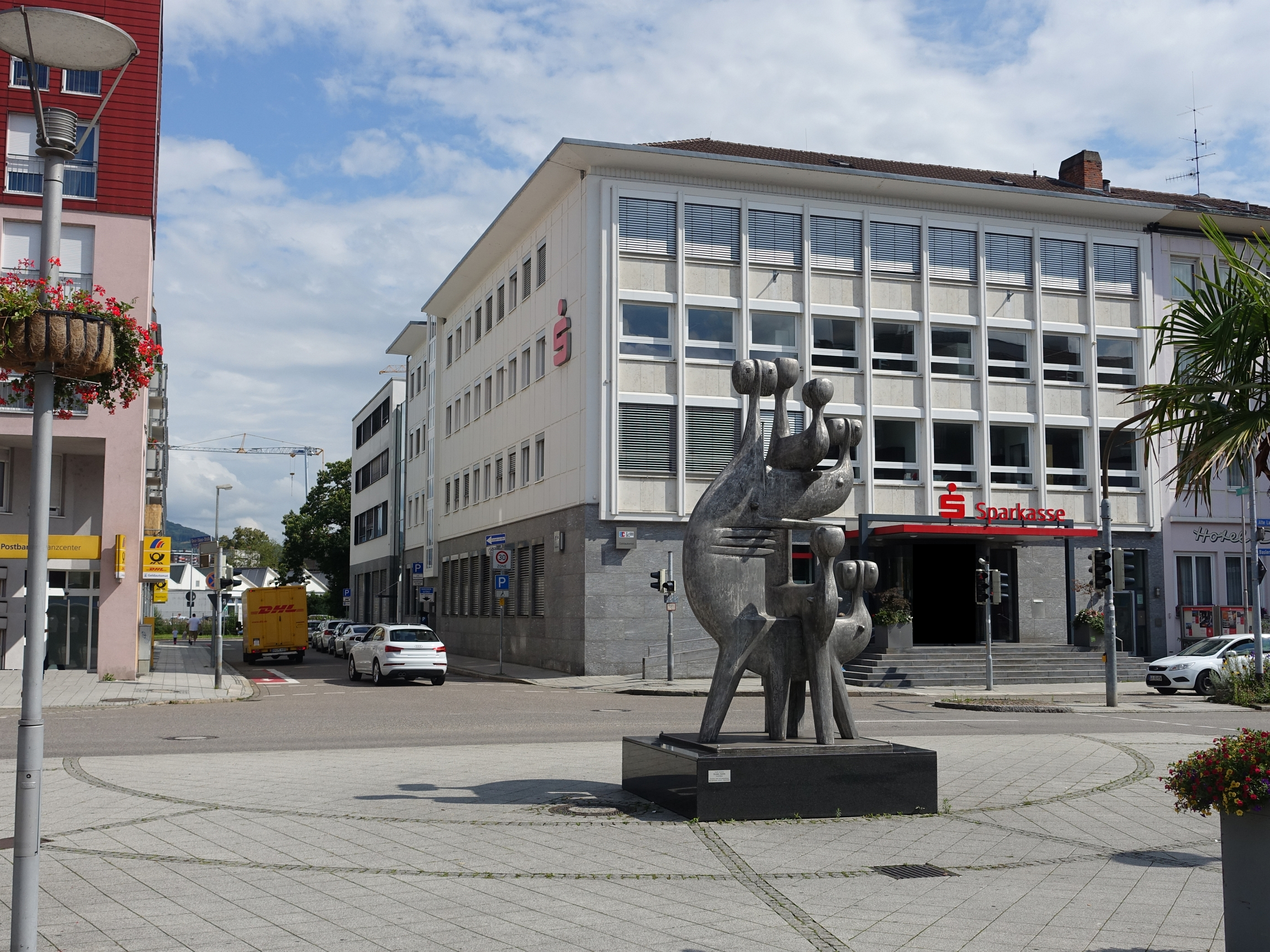
Skulptur. Große Familie. Rheinfelden (Baden), Friedrichplatz.

Rudolf Scheurer absolvierte in Freiburg im Breisgau eine Ausbildung zum Steinbildhauer. Er studierte Kunst in Basel und Linz. Weitere Studienaufenthalte führten ihn nach London und Paris. Scheurer bereiste viele Länder in Übersee. Seit 1960 wohnte und arbeitete er in Brombach. Seine Skulpturen, die durch seine vielen Auslandsreisen inspiriert sind, werden als zeichenhaft, organisch-geschwungen mit vegetativen Formen beschrieben.
Scheurer stellte seine Werke weltweit in verschiedenen Galerien und Museen aus, darunter 1972 im Museum in Toulon, mehrfach an der Kunstmesse Art Basel sowie an Kunstmessen in Paris, London, Berlin, Düsseldorf und Brüssel. Insgesamt hatte Rudolf Scheurer in der Zeit von 1960 bis 2012 über 300 Ausstellungen.
Im Jahr 1998 gründete der Künstler mit seiner Frau die Bildhauer Rudolf Scheurer Stiftung, die 90 Kunstwerke seines Schaffens aus den Jahren 1958 bis 2013 ausstellt. Die Großskulpturen sind unter freiem Himmel entlang eines Skulpturenwegs und im Garten „Oben auf dem Berg“ ausgestellt, kleinere Werke befinden sich in dem eigens von der Stiftung errichteten zwölf Meter hohen Skulpturenturm mit drei Ausstellungsräumen.
In Lörrach und Umgebung befinden sich zahlreiche Plastiken des Künstlers in Kirchen und im öffentlichen Raum. Ein Teil seines Nachlasses wird im Dreiländermuseum in Lörrach betreut.

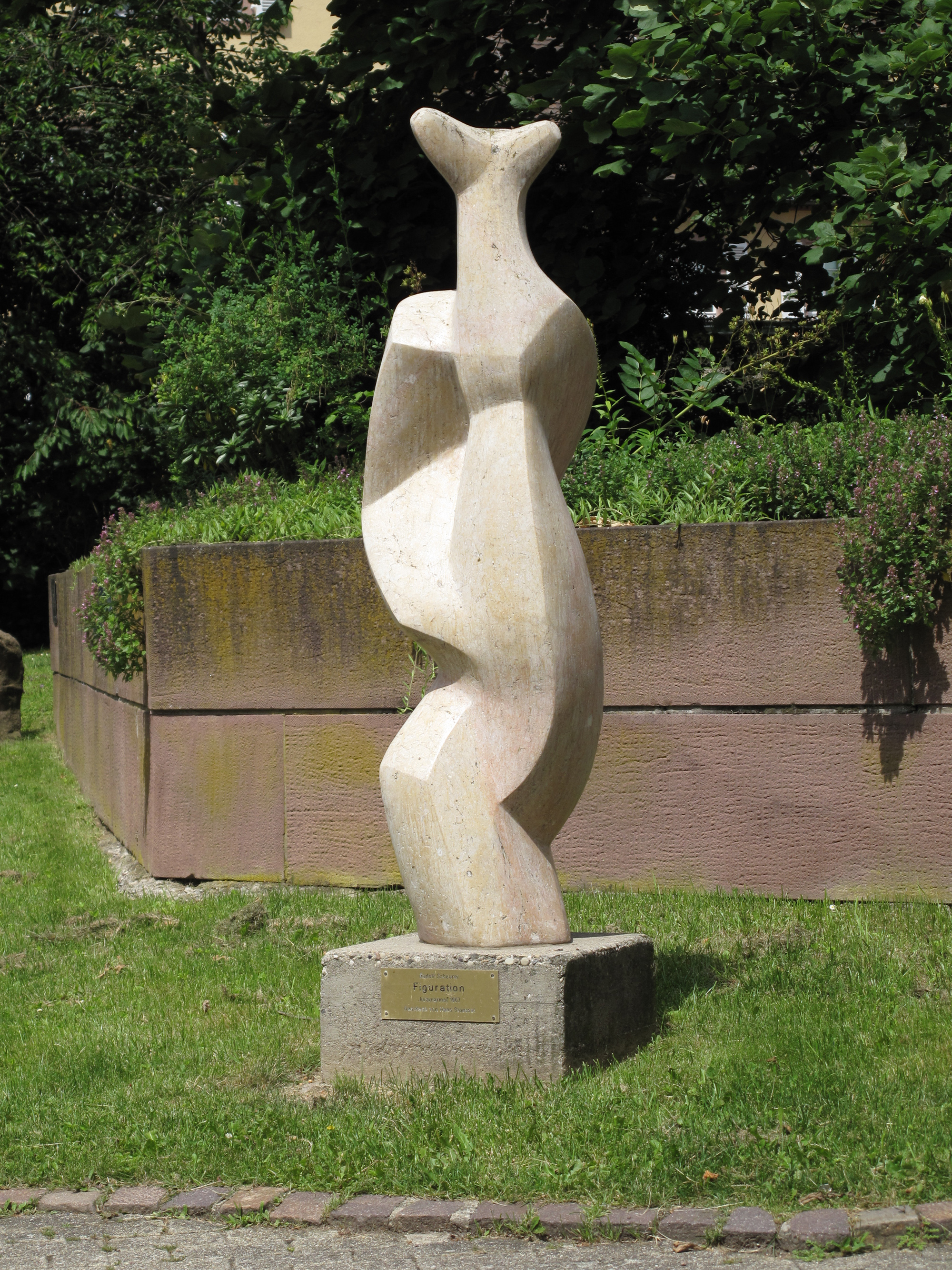
Figuration, 1967. Skulpturenweg in Lörrach
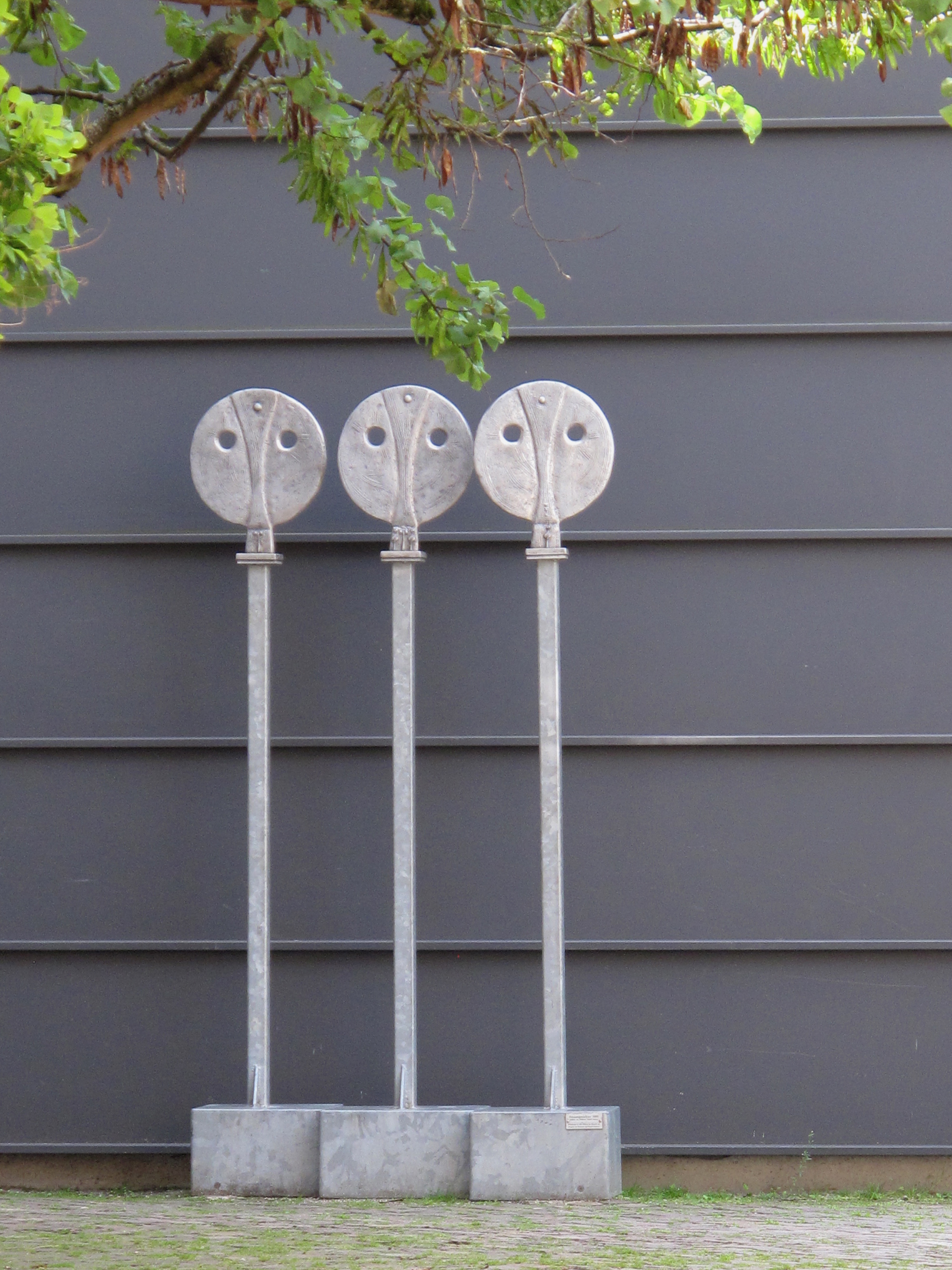
Sonnengesichter, 2003, Skulpturenweg in Lörrach
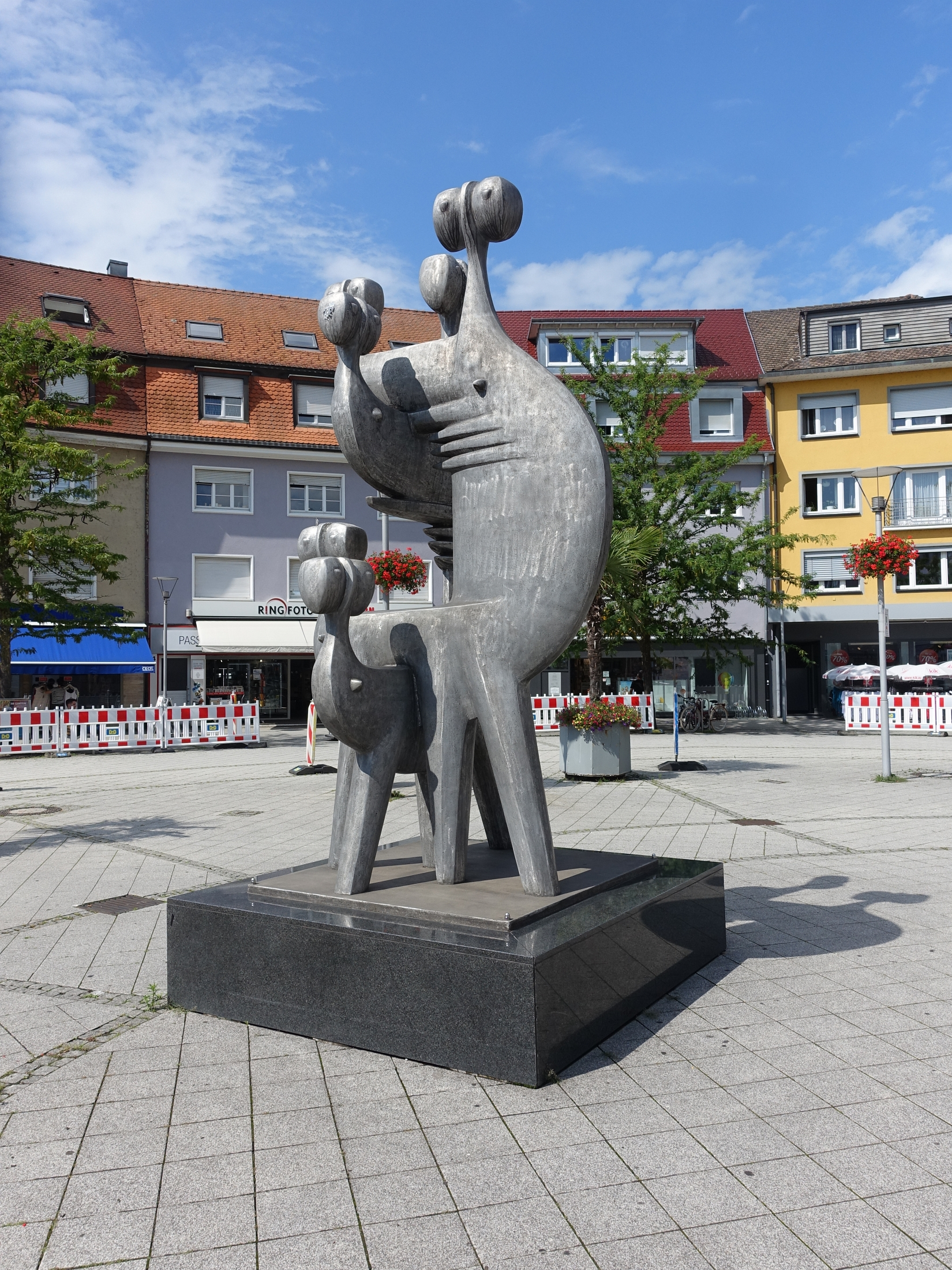
Skulptur. Große Familie. Rheinfelden (Baden).